# Petit-chou

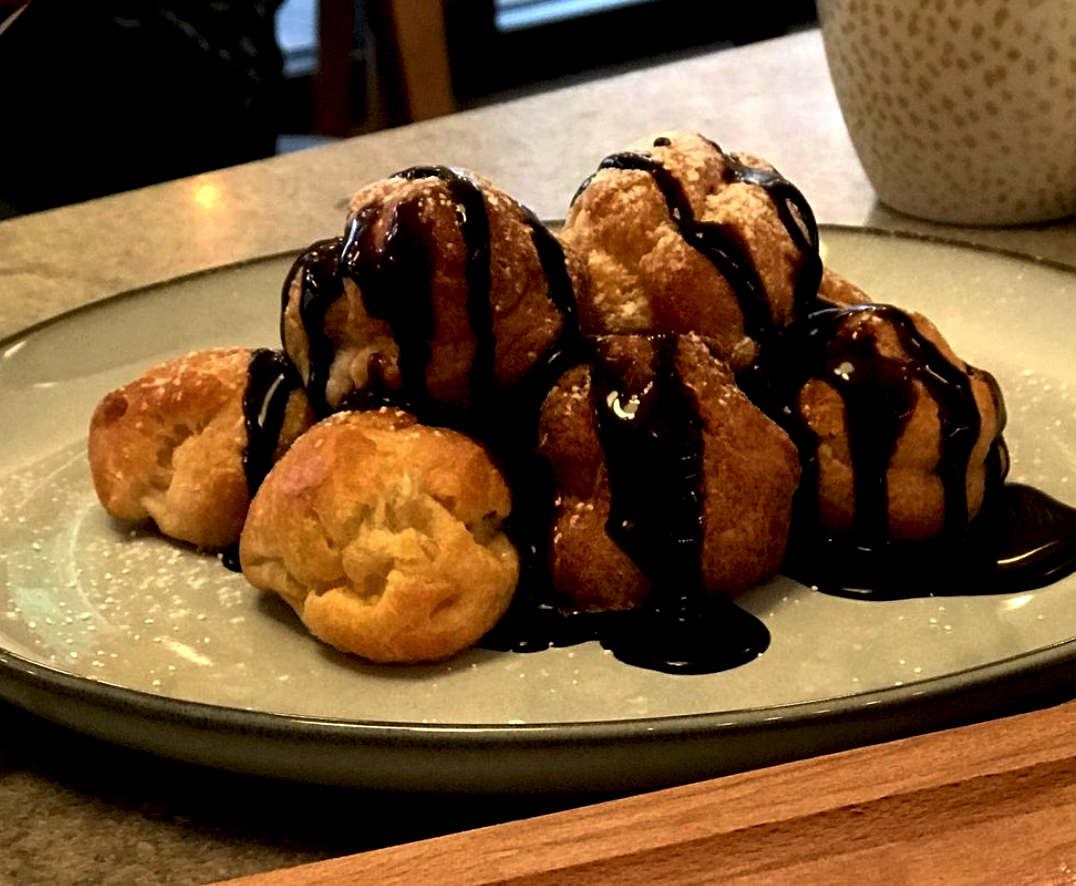
Petit-chouer eller profiteroles i klassisk servering med chokladsås.

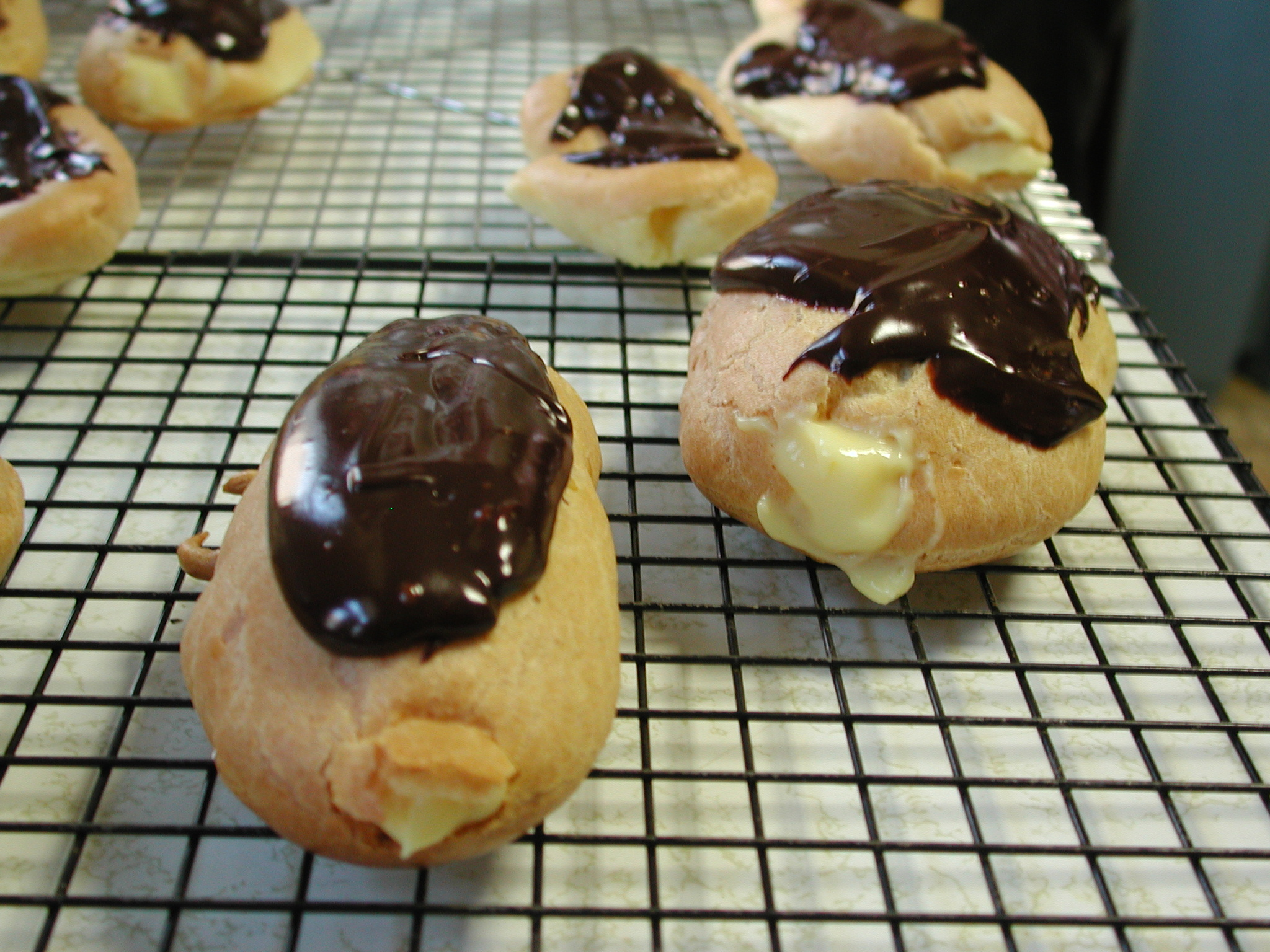
Éclair-bakelser.

Petit-chou (plural petits-choux eller petit-chouer), bokstavligen "litet kålhuvud") är en typ av bakelse, oftast fylld med vaniljkräm eller grädde. Degen görs av vetemjöl, ägg, smör, mjölk och vatten. Ordet kommer av att degen sväller upp och liknar ett kålhuvud när man gräddar den. Bakelsen är ofta en del av den klassiska franska desserten profiteroles och på franska används det vidare begreppet pâte à choux ("kålhuvudsdeg").
Receptet publicerades för första gången i boken Le Pâtissiér Royal av Marie-Antoine Carême år 1815.
En avlång petit-chou, i regel med fyllning, kallas éclair.
Paris-Brest (uppkallad efter cykelloppet Paris–Brest–Paris) är en tårta i form av en krans av petit-chou-deg som skärs upp horisontellt och nederdelen fylls sedan med vaniljkräm, hallonsylt och vispad grädde. Ovandelen läggs därefter tillbaka och pudras med florsocker.